# Klášterní kostel Cordeliers
Klášterní kostel Cordeliers (Église des Cordeliers) byl kostel kláštera Cordeliers v Paříži. Kostel byl za Velké francouzské revoluce sídlem klubu kordeliérů. Kostel byl zbořen v 19. století a na jeho místě vznikly budovy lékařské fakulty Pařížské univerzity.

## Historie
Minorité, nazývaní ve Francii cordeliers obývali zpočátku jednoduchý dům náležející ke klášteru Saint-Germain-des-Prés. Ludvík IX. jim poskytl prostředky pro výstavbu vlastního kostela. Stavba začala kolem roku 1230 pod vedením královského architekta Eudese de Montreuil. Kostel byl zasvěcen 6. června 1262 svaté Maří Magdaleně. Hlavní loď byla dokončena kolem roku 1269. Kostel stál podél ulice Rue des Cordeliers (dnešní Rue de l'École de Médecine), na místě, kde stojí budovy lékařské fakulty. V kostele byla v roce 1321 pohřbena královna Marie Brabantská a uloženo srdce královny Jany z Évreux. Ta podpořila stavbu refektáře, který je jediným pozůstatkem zrušeného kláštera. V roce 1562 zde byl pohřben generál švýcarské gardy Guillaume Froelich, jehož hrob s bustou je vystaven v muzeu Louvre. V listopadu 1580 zničil požár větší část kostela a zvonici. V roce 1634 pořídil Claude de Bullion, strážce pečeti krále Ludvíka XIII., nový hlavní oltář z mramoru. Claude de Bullion byl v kostele pohřben v roce 1640 v rodinné kapli. Kolem roku 1674 začala rekonstrukce zvonice, která byla dokončena kolem roku 1683. Za Velké francouzské revoluce byly klášter s kostelem zrušeny a klášter se stal sídlem politického klubu kordeliérů. Loď kostela byla zbořena na počátku 19. století. Na jejím místě v roce 1906 vznikly budovy lékařské fakulty Pařížské univerzity. Část je využívána Univerzitou Paříž VI a část Univerzitou Paříž V.